# Círculo de Estudios Indoeuropeos
El Círculo de Estudios Indoeuropeos (CEI) fue una organización neonazi española legalizada en 1999 por el Ministerio del Interior como asociación cultural.[cita requerida] Constituyó un centro de investigación sobre temática nacionalsocialista, además de una organización que perseguía «la supervivencia de la raza y cultura». Fue fundada por exmiembros del también desaparecido Círculo Español de Amigos de Europa (CEDADE).
El CEI estaba dirigido[cita requerida] por Ramón Bau —exsecretario general del Círculo Español de Amigos de Europa— y director de la revista Bajo la Tiranía, antes llamada Mundo NS.[cita requerida]
En 2009 tres antiguos miembros —entre ellos Ramón Bau— de la organización —por entonces ya disuelta— fueron condenados por la Audiencia de Barcelona a penas de prisión por «asociación ilícita y difusión de ideas genocidas». El tribunal consideró que la asociación disponía de un círculo interno llamado CEI-SS —de carácter paramilitar— que «pretendía emular la guardia personal de Hitler». Ramón Bau deposito 18.000 euros obligado por el juez que le fueron devueltos después de la absolución. El Tribunal Supremo acabó absolviendo a los acusados.